# Maynard (Iowa)
Maynard – miasto w Stanach Zjednoczonych, w stanie Iowa, w hrabstwie Fayette. W 2000 roku liczyło 500 mieszkańców.